# گاوتانگ، گوانگدونگ
گاوتانگ، گوانگدونگ (به لاتین: Gaotang) یک شهرک در جمهوری خلق چین است که در شهرستان رائوپینگ واقع شده‌است. گاوتانگ ۲۶٫۵ کیلومتر مربع مساحت دارد ۱۰ متر بالاتر از سطح دریا واقع شده‌است.